# چکرآباد
چکرآباد روستایی در دهستان بمپور شرقی بخش مرکزی شهرستان بمپور استان سیستان و بلوچستان ایران است.

## جمعیت
بر پایه سرشماری عمومی نفوس و مسکن در سال ۱۳۹۵ جمعیت این روستا ۱۵۶ نفر (۴۶خانوار) بوده‌است.